# Izomeria geometryczna
Izomeria geometryczna, izomeria cis-trans, izomeria E-Z (z niemieckiego: Z od zusammen, razem, E od entgegen, naprzeciw, to znaczy po przeciwnych stronach płaszczyzny odniesienia) – izomeria konfiguracyjna wynikająca z różnego układu atomów i podstawników przy wiązaniach wielokrotnych lub w układach cyklicznych.
Izomery geometryczne (w odróżnieniu od optycznych) nie wykazują różnic w skręcalności światła, ale zwykle mają różne temperatury topnienia i wrzenia, podobnie jak izomery konstytucyjne. W przeciwieństwie do izomerii konformacyjnej nie jest możliwe samorzutne przekształcenie z jednej formy w inną bez reakcji chemicznej.

## Ogólny podział izomerii geometrycznej
Izomeria geometryczna może występować, gdy:
- w cząsteczce występują wiązania wielokrotne oraz dwie różne pary podstawników przy atomach połączonych tymi wiązaniami.
- w cząsteczce występują układy cykliczne lub oligocykliczne, zaś przy dwóch lub więcej atomach wchodzących w skład cyklu występują dwie różne pary podstawników.

Rozróżnia się trzy rodzaje izomerów geometrycznych cis-trans:
- izomery E-Z związków z wiązaniem podwójnym
- izomery aksjalno-ekwatorialne związków cyklicznych
- izomery o sąsiadującym (cis) lub naprzeciwległym (trans) położeniu takich samych ligandów w związkach kompleksowych typu Ma2b2 lub Ma2bc o geometrii kwadratu[1].

## Izomery E-Z
Izomery E-Z mogą występować w związkach liniowych, które mają podwójne wiązania atom-atom (A=A) oraz w związkach cyklicznych. W obu przypadkach występowanie izomerów wynika z faktu zablokowania możliwości rotacji wokół wiązań atom-atom. Warunkiem koniecznym występowania izomerii E-Z jest istnienie dwóch różnych podstawników przy każdym z atomów związanych podwójnym wiązaniem lub będącym częścią pierścienia cyklicznego.
Przykłady izomerów cis (Z) i trans (E) w układzie liniowym i cyklicznym:
|               |                 |
| Forma cis (Z) | Forma trans (E) |
|               |                 |

Czasami zdarza się, że mimo występowania wiązań podwójnych i dwóch różnych podstawników. związek nie wykazuje zjawiska izomerii E-Z, gdyż wiązanie podwójne, lub wiązanie w układzie cyklicznym jest na tyle słabe, że może przejściowo pękać, a następnie szybko się odtwarzać dając w tym czasie możliwość przearanżowania układu podstawników.

### Nazewnictwo izomerii typu E-Z
Istnieją dwie (równoległe) konwencje nazewnicze tego rodzaju izomerii – cis-trans oraz E-Z:
- Forma cis istnieje, gdy dwa identyczne podstawniki znajdują się po tej samej stronie płaszczyzny wiązania podwójnego lub pierścienia.
- Forma trans istnieje, gdy dwa wcześniej wspomniane podstawniki znajdują się po przeciwnych stronach względem płaszczyzny przechodzącej wzdłuż wiązania wielokrotnego lub pierścienia.

Jak widać, jeżeli nie ma dwóch identycznych podstawników przy podwójnym wiązaniu (lub pierścieniu), system cis-trans nie daje możliwości jednoznacznego nazwania konfiguracji, dlatego stworzono system E-Z, opierający się na regułach wagi podstawników Cahna-Ingolda-Preloga:
- O formie E (niem. entgegen, naprzeciw) mówi się, gdy dwa podstawniki o większej wadze znajdują się po przeciwnych stronach względem płaszczyzny przechodzącej wzdłuż wiązania wielokrotnego lub pierścienia.
- O formie Z (niem. zusammen, razem) mówi się, gdy wcześniej wspomniane podstawniki znajdują się po tej samej stronie płaszczyzny wiązania podwójnego lub pierścienia.

Izomeria trans-cis w układach z wiązaniem podwójnym i cyklicznych

O wadze grup decyduje liczba atomowa tego atomu, który łączy się bezpośrednio z atomem tworzącym wiązanie podwójne. Jeżeli atomy przyłączone bezpośrednio mają taką samą liczbę atomową, bierze się pod uwagę kolejne atomy z tworzącego je podstawnika.
W nazwach systematycznych fragment trans i cis zapisuje się kursywą, po lokantach i przecinkach oddziela od reszty nazwy dywizem. W systemie Cahna-Ingolda-Preloga symbole E i Z umieszcza się przed nazwą w nawiasie i zapisuje kursywą. Opisuje się kolejno wszystkie wiązania podwójne podając przed symbolem lokant. Po zamknięciu nawiasu następuje dywiz.
|  |  |

## Izomeria aksjalno-ekwatorialna
Izomery te występują w niepłaskich i sztywnych układach cyklicznych. Takie układy mają dwie różne płaszczyzny – płaszczyzna od strony wypukłej pierścienia cyklicznego jest nazywana aksjalną (czyli górną), a od strony wklęsłej ekwatorialną (czyli dolną).
Warunkiem koniecznym występowania tej izomerii jest istnienie dwóch różnych podstawników przy choć jednym atomie w pierścieniu cyklicznym. W takim układzie jeden z izomerów ma jeden z podstawników w pozycji aksjalnej (czyli u góry) a drugi w pozycji ekwatorialnej (czyli u dołu), zaś drugi izomer ma układ podstawników dokładnie odwrotny.
Izomeria aksjalno-ekwatorialna jest obserwowana w prostych związkach organicznych zwykle dopiero w niskich temperaturach, gdyż w wyższych cykliczne związki organiczne bez wiązań wielokrotnych nie tworzą sztywnych układów cyklicznych. Jednak przykładowy metylocyklobutan, w temperaturze poniżej –30 °C wykazuje już to zjawisko. Występuje ona też powszechnie w steroidach, pochodnych cholesterolu i cyklicznych siarczkach, fosfazenach, aluminoksanach i wielu innych związkach nieorganicznych, już w temperaturze pokojowej.